# Kotam
Kotam è un comune dell'Azerbaigian situato nel distretto di Ordubad.